# Берестянка багатоголоса
Берестянка багатоголоса (Hippolais polyglotta) — вид горобцеподібних птахів родини очеретянкових (Acrocephalidae).

## Поширення
Мешкає у південно-західній частині Європи і в північно-західній частині Африки. Зимує в саванах Західної Африки біля екватора. Трапляється у відкритих лісах із чагарниками.

## Опис
Це очеретянка середнього розміру, завдовжки від 12 до 13 см. Доросла особина має однотонну коричневу спину і крила, а також жовтуватий низ. Дзьоб міцний і загострений, а ноги коричневі. Статі однакові, як і у більшості очеретянок, але молоді птахи блідіші на животі.